# Ласло Немет
Ласло Немет (угор. Németh László; 18 квітня 1901 — 3 березня 1975) — угорський прозаїк, есеїст, драматург і перекладач з чеської, англійської та російської мов. Дантист за професією.
Був автором книг есе (зокрема Magyarság és Európa з 1935 року та Az értelmiség hivatása з 1944 року), що містять бачення відродження Угорщини, засноване на ідеї морального самовдосконалення індивідів та домінуючої ролі селянства у створенні національної культури, а також теорію так званого третього шляху, що передбачає перетворення суспільства на безкласову спільноту освічених людей. Літературні твори Немета поєднували психологічний аналіз з елементами автобіографізму, містили критику соціальних і політичних умов міжвоєнного періоду.

## Вибрані твори

### Романи
- Людська комедія (1929)
- Gyász / Траур (1935)
- Bűn / Провина (1937)
- Огида (1947)
- Естер Егетл (1956)
- Irgalom / Милосердя (1965)

### Драми
- Bodnárné (1931)
- II. József
- VII. Gergely
- Villámfénynél (1936)
- Pusztuló magyarok (1936—1946)
- Papucshős (1938)
- Erzsébet-nap (1940-46)
- Széchenyi (1946)
- Eklézsia-megkövetés(1946)
- Husz János(1948)
- Galilei (1953)
- Az áruló (1954)
- Petőfi Mezőberényben (1954)
- Apáczai (1955)
- A két Bolyai (1961)
- Csapda
- Gandhi halála
- Nágy próféta (verses)
- Utazás(1961)
- Nagy család
- Harc a jólét ellen(1964)
- Szörnyeteg

### Нариси
- A minőség forradalma (1940)
- Készülődés (1941)
- Kisebbségben (1942)
- Sajkódi esték (1961)
- A kísérletező ember (1963)

## Видання українською
- Провина. Роман. Дінпро, Київ, 1987